# リチャード・トレビシック
リチャード・トレビシック（Richard Trevithick、1771年4月13日 - 1833年4月22日）は、イギリスの機械技術者で、蒸気機関車の発明者。蒸気機関車の初期の開発史ではジョージ・スチーブンソンの名も知られているが、後述するように発明したのはトレビシックである。
コーンウォールの鉱山町出身で、若いころから鉱山と技術に熱中。鉱山の親方の息子で、学校での成績はよくなかったが、鉄道の歴史に先駆者として名を刻んだ。最大の貢献は世界初の高圧蒸気機関を開発したことで、さらに人間が乗れる大きさの世界初の蒸気機関車を開発した。初の軌道上を走る蒸気機関車を製作し、1804年2月21日、ウェールズのマーサー・ティドビルにあるペナダレン製鉄所で初走行させた。
その後海外に関心を向け、ペルーで鉱山のコンサルタントを務め、コスタリカの一部を探検。浮き沈みの激しい人生で、破産したこともあり、同時代の鉱山技師や蒸気機関技師との対抗関係に苦しんだ。全盛期には鉱山技師として尊敬され有名になったが、晩年は不遇だった。2023年5月現在では、鉱業界、工学界、鉄道業界でその功績がよく知られている。

## 生い立ち
イングランドの南西部コーンウォールでも特に鉱物資源が豊富な地域、カムボーン(en)とレッドルース(en)の間の Tregajorran（イローガン教区(en:Illogan)内）で生まれる。6人姉弟の末っ子だが、男子は彼1人だけである。当時としては188センチと背が高く、勉強よりもスポーツが得意な子だった。カムボーンの小さな学校に通わされたが、勉強には身が入らず、ある教師は彼について「反抗的で頑固で甘やかされた少年で、頻繁に休み、非常に注意散漫」と記している。算数には才能を発揮したが、普通の手段で答えに到達することはなかった。
父は鉱山の監督リチャード・トレビシック（1735年 – 1797年）で、母アン・ティーグ（1810年没）は鉱夫の娘だった。幼いころからコーンウォールのスズや銅鉱山で、深い坑道から水を汲み上げる蒸気機関を見ている。一時期ウィリアム・マードックが近所に住んでいたことがあり、その蒸気車の実験に影響を受けた。
19歳のとき鉱山で働き始める。熱心に働いたため、すぐさま若者としては珍しいコンサルタント的地位を確立した。鉱夫たちは彼の父を尊敬していたため、トレビシックも人気者となった。

### 家族
1797年、ヘイル出身のジェーン・ハーヴェイと結婚。6人の子をもうけた。
- リチャード・トレビシック (1798–1872)
- アン・エリス (1800–1876)
- エリザベス・バンフィールド (1803–1870)
- ジョン・ヘンリー・トレビシック (1807–1877)
- フランシス・トレビシック（英語版） (1812–1877)
- フレデリック・ヘンリー・トレビシック (1816–1883)

## 背景
妻ジェーンの父ジョン・ハーヴェイ (John Harvey) はカーネル・グリーン出身の鍛冶屋で、ヘイルで鋳物工場を営んでいた。その会社はニューコメンやワットの蒸気機関に基づいた、鉱山などでポンプとして使われる据え置き型の「ビーム」式蒸気機関の製作で世界的に有名となった。
当時の蒸気機関はニューコメンが1712年に発明した負圧型または大気圧型で、一般に低圧蒸気機関と呼ばれる。ワットはマシュー・ボールトンと共にニューコメンの蒸気機関の改良に取り組み、いくつかの特許を取得。中には復水器を分離させた方式の特許もあった。
トレビシックは1797年にディンドン鉱山の技師となり、そこで（エドワード・ブルと共に）高圧蒸気機関をいち早く採用。ワットの特許を回避するために蒸気機関に変更を加えたものを製作した。それに対してボールトン・アンド・ワット社は差止命令を出した。
また、コーンウォールのスズ鉱山でよく使われていた（ビーム式蒸気機関で駆動する）プランジャーポンプの実験も行い、プランジャーを逆転させることで水力機関になることを発見した。

## 高圧蒸気機関

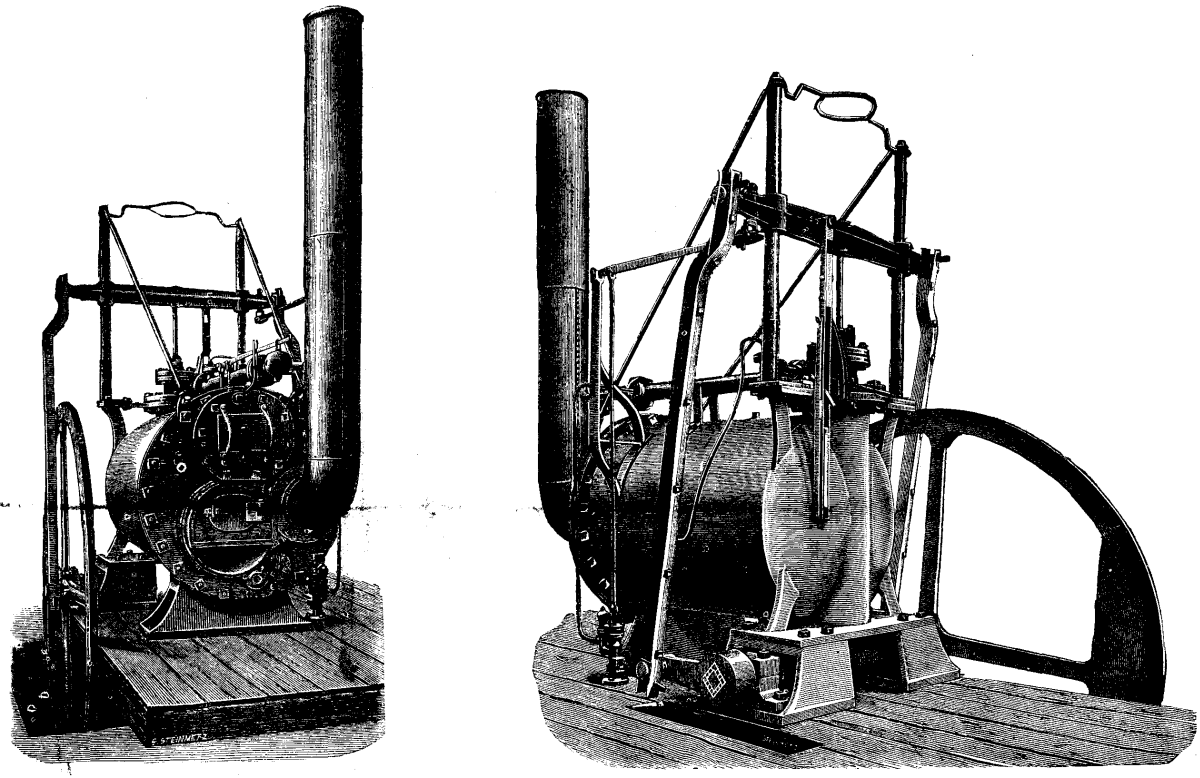
1804年ごろ製作されたトレビシックの14号蒸気機関。1885年ごろ復元され、Scientific American Supplement, Vol. XIX, No. 470（1885年1月3日）にこのイラストが掲載された。その後サイエンス・ミュージアム（ロンドン）で展示されている。

経験を積むにしたがい、ボイラー技術の進歩によって高圧蒸気機関を安全に製造できるようになってきたことを理解した。"strong steam" とも呼ばれる高圧蒸気機関を考えたのはトレビシックが最初というわけではない。ウィリアム・マードックは1784年から蒸気自動車の開発を行っており。1794年にはトレビシックに請われて実験を見せている。実際1797年から1798年にかけてマードックはレッドルースでトレビシックの近所に住んでいた。アメリカではオリバー・エバンズも同様の研究を行っていたが、トレビシックがそれに気づいていた証拠はない。
それとは別に、グリフィン醸造所で主任技師として働いていたアーサー・ウールフも高圧蒸気機関の実験をしていた。1796年ごろには石炭消費量をかなり減らすことに成功している。
息子フランシスによるとトレビシックは1799年にイングランド初の高圧蒸気機関を稼働させたという。単に復水器を排除しただけでなく、シリンダーを小型化して機関を小型軽量化したという。そして小型軽量化をさらに進めていけば、貨車を牽引して動かすことも可能だと考えた。

### 初期の実験
トレビシックは（数気圧の）高圧蒸気機関の製作を開始し、当初は据え置き型で後には台車に搭載した。複動シリンダーを採用し、四方弁を使って蒸気を分配する。蒸気は垂直なパイプまたは煙突から直接大気に排出するので、復水器が不要でワットの特許も侵害しない。往復運動はクランクで直接円運動に変換し、面倒なビームは使わないようにした。

### パフィング・デヴィル号

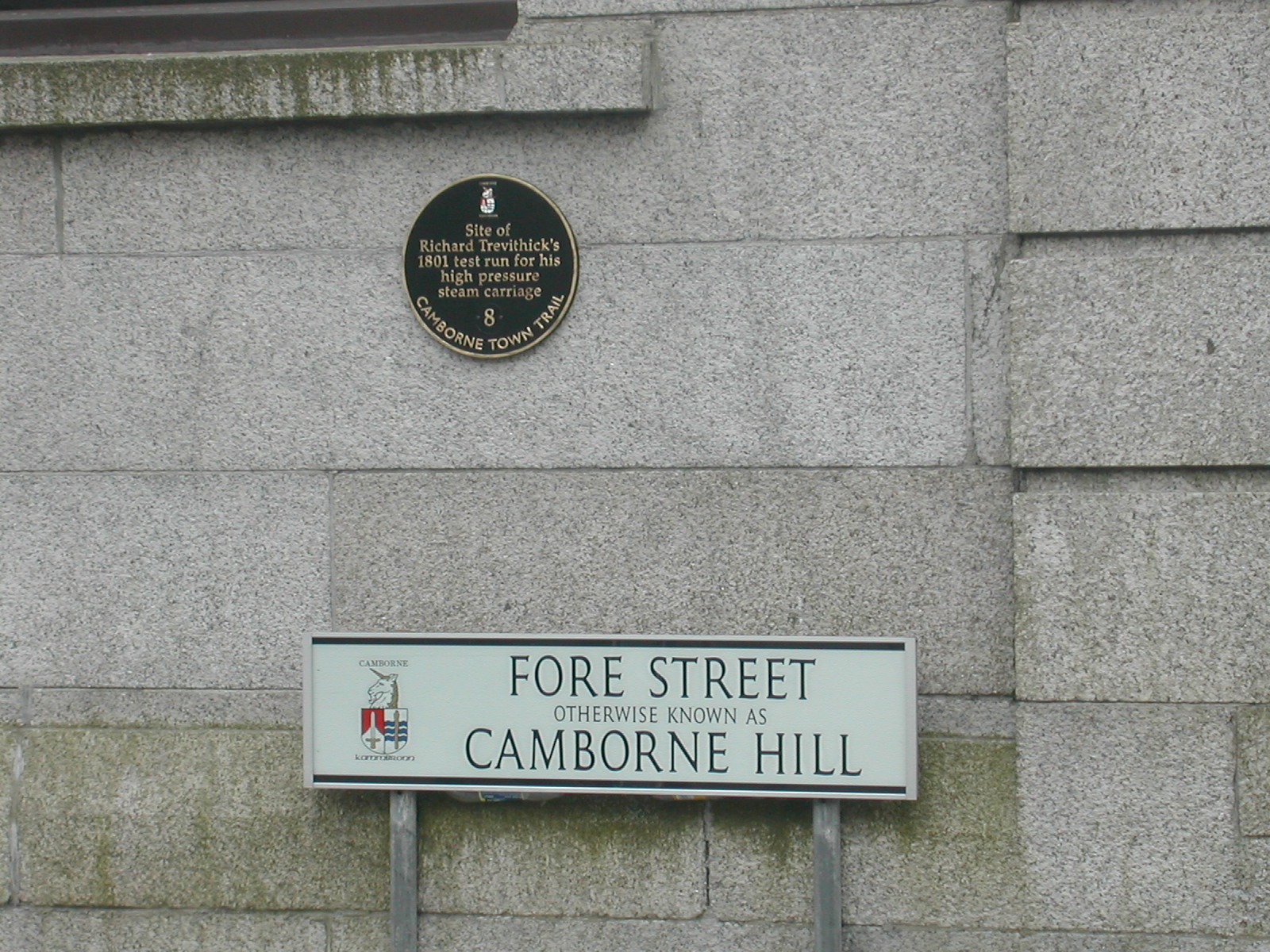
1801年のトレビシックによる蒸気自動車のデモンストレーションを記念した銘板

彼は、鉱山技師の経験を活かして蒸気機関を用いた自動車（蒸気自動車）の製作を始め、1801年には蒸気自動車を試作した。
1801年、カムボーンで人間が乗り込める蒸気自動車を公開した（蒸気自動車としてはニコラ＝ジョゼフ・キュニョーが1770年に製作したものが最初とされる）。トレビシックはこれをパフィング・デヴィル号 (Puffing Devil) と名付け、同年のクリスマス・イヴに数名を乗り込ませて走らせることに成功した。いとこのアンドリュー・ビビアンがこれを操縦した。これが蒸気を動力源とする交通の世界初のデモンストレーションとされている。この出来事からコーンウォールの民謡「カムボーンヒル」が生まれた。
その後も試験を続け、3日後に道路にあった溝を通り過ぎた後で蒸気自動車が故障した。運転手は蒸気機関の火を消さずに自動車を放置し、近くのパブで飲食した。その間に内部の水が沸騰し、機関が過熱して壊れた。トレビシックはこれを重大な失敗とは考えず、むしろ運転手の過失と考えた。
1802年、高圧蒸気機関の特許を取得。アイデアを証明するため1802年、シュロップシャーのコールブルックデールで据置型機関を製作。水位を一定にして仕事量を測定した。この蒸気機関は145psiという前例のないボイラー圧力で、毎分40回のピストン運動で動作した。

### コールブルックデールの蒸気機関車

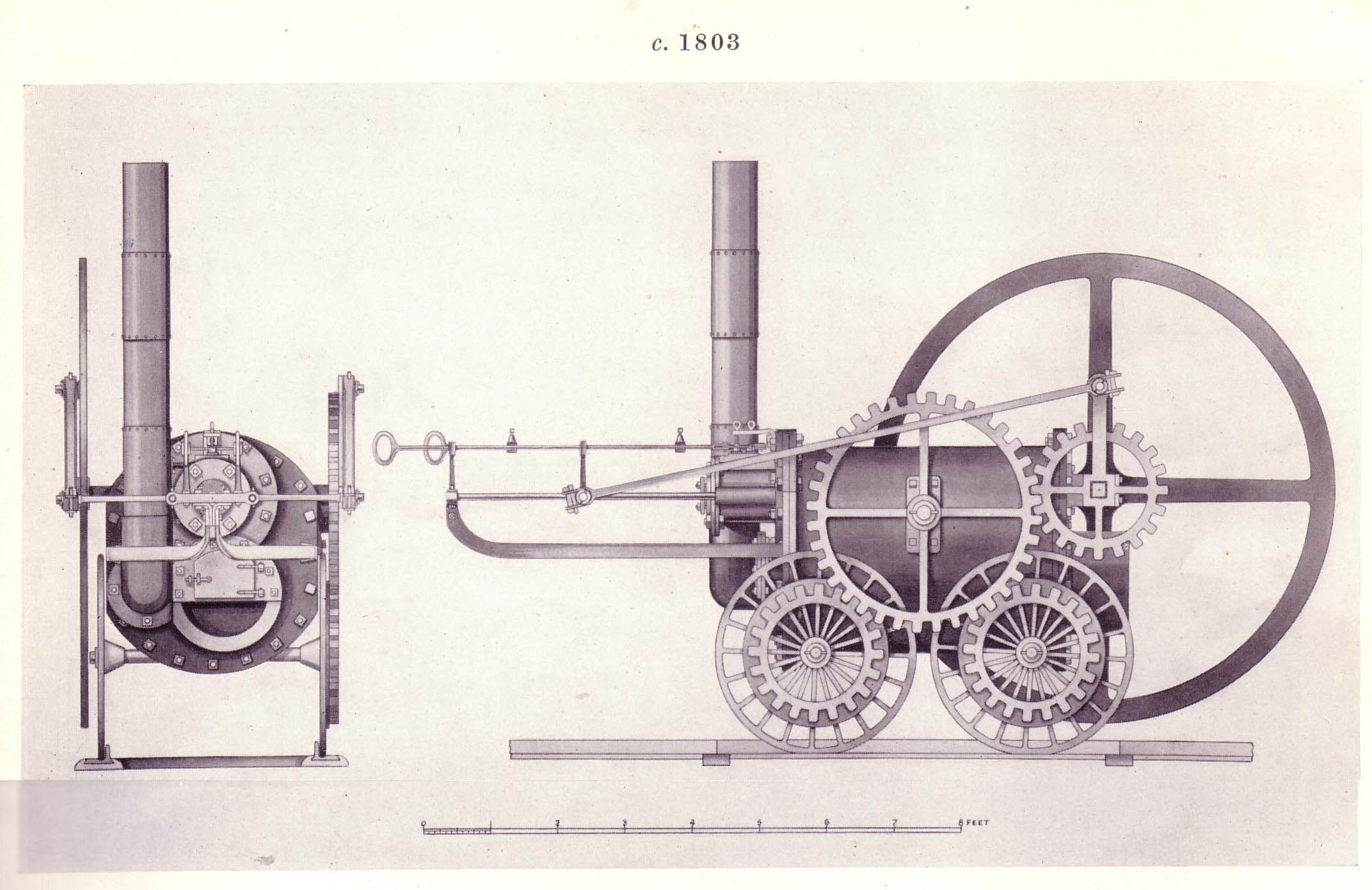
コールブルックデール蒸気機関車の図面（サイエンス・ミュージアム）

コールブルックデールでは次に線路上を走行する蒸気機関車を製作したが、これについてはよくわかっておらず、実際に走行したのかも定かでない。ロンドンのサイエンス・ミュージアムに図面とトレビシックが友人デービス・ギディに宛てた手紙が残っているだけである。その設計は、ボイラーを格納した円筒が中心に水平に置かれた形である。フライホイールから片側の車輪に平歯車で動力を伝え、軸は直接ボイラーに設置されていて枠はない。図面では、ピストンロッドやガイドバーやクロスヘッドが火室扉の上にむき出しになっており、走行中に燃料をくべるのは非常に危険だったと見られる。
なお、後の「ペナダレン号」については図面が残っていないため、こちらの図面がペナダレン号のイメージとして使われ、レプリカもこちらの図面に基づいて製作された。

### ロンドン蒸気車

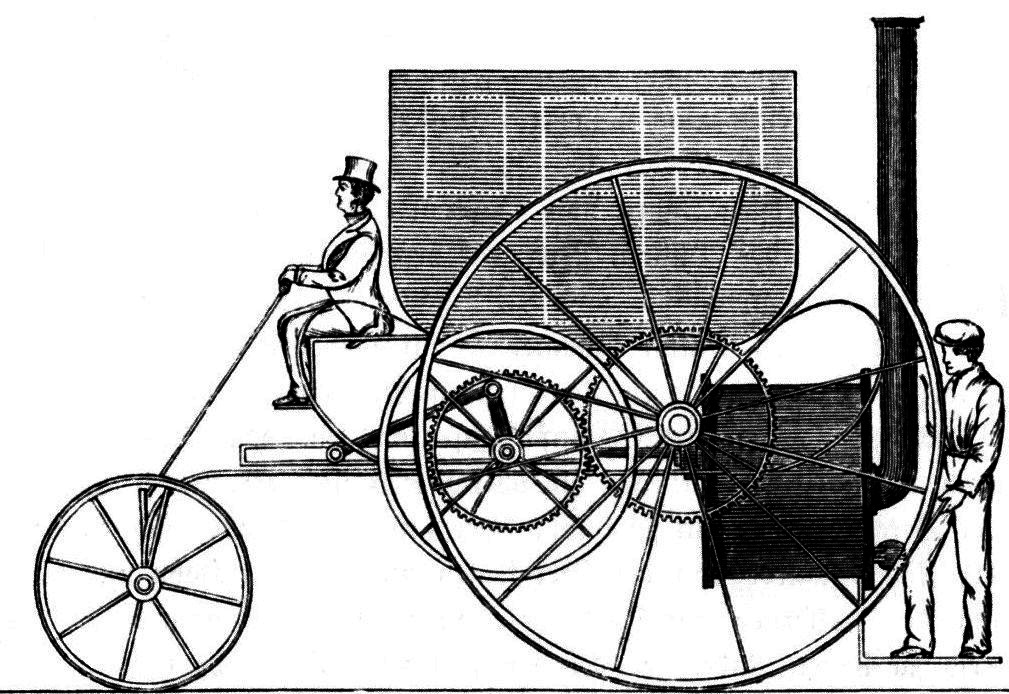
「ロンドン蒸気車」。1803年、トレビシックとビビアンがロンドンで公開した。

パフィング・デヴィル号では長時間十分な蒸気圧を保つことができなかったため、実用性が乏しかった。そこで1803年、ロンドン蒸気車と名付けた新たな蒸気自動車を製作し、ロンドンのホルボーンからパディントンまでを往復してみせ、報道関係などの注目を集めた。しかし馬車に比べて乗り心地が悪く、燃料費が高くついたため、実用化はされなかった。

### グリニッジの悲劇
同じく1803年、トレビシックが製作しグリニッジで使われていた据置型蒸気機関を使ったポンプが爆発し、4名の死者を出した。トレビシックは爆発の原因は設計上の問題ではなく操作ミスだと考えていたが、ボールトン・アンド・ワットはこの事故を高圧蒸気機関の危険性の喧伝に大いに利用した。
対策としてトレビシックはその後の設計に2つの安全弁を加え、一方だけを操作者が調整できるようにした。調整可能な安全弁は、蒸気室の水位より上、ボイラーの頂上の小さな穴を覆う円盤である。蒸気圧によって加えられる力は、回転レバーに付属する錘の重さで相殺される。レバー上の錘の位置は調整可能になっていて、操作者が最大蒸気圧を設定可能になっている。トレビシックはまた鉛の可溶栓をボイラーの最低安全水位のすぐ下に設置した。通常運転では常にボイラー内の水に接しているので、水の沸点を越えることがなく、鉛は溶けない。水位が危険なまでに低下すると、可溶栓が蒸気に触れるようになり、水による冷却が得られなくなる。すると鉛が溶けて栓に穴が空き、蒸気を火室に逃がすので、蒸気圧が低下し火の勢いも弱まる。操作者は音が変化することで可溶栓が作動したことを察知でき、対処する時間を稼げる。また、ボイラー製作時に圧力試験を行うようにし、水銀圧力計を使って圧力を読み取れるようにした。

### 世界初の蒸気機関車・ペナダレン号

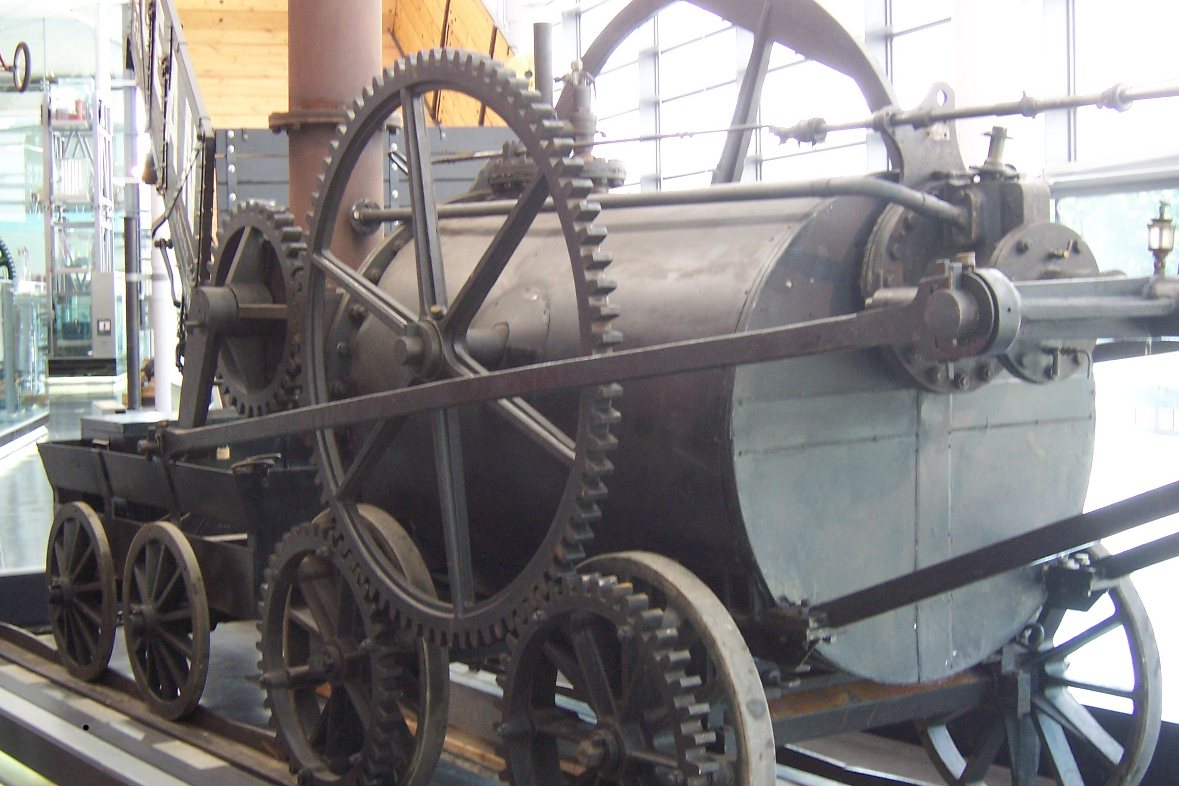
ペナダレン号のレプリカ（国立ウォーターフロント博物館、スウォンジ）

ウェールズ南部の町マーサー・ティドヴィルでは製鉄業が栄え、鉄鉱石や石炭の運搬に鉄道馬車を使用していた。また、製鉄所で製造された鉄製品を運河を使ってカーディフ（Cardiff）まで運搬していた。しかし、運河だけでは製品の輸送が追いつかなかったため、1802年にいくつかの製鉄所が共同して、マーサー・ティドヴィルから途中のアベルカノン（Abercynon）まで運河に沿って結ぶ馬車鉄道を作った。
1802年、トレビシックはマーサー・ティドヴィルのペナダレン製鉄所でハンマーを駆動する高圧蒸気機関を製作した。同製鉄所の所有者サミュエル・ホンフレイの監督下、同製鉄所の作業員リース・ジョーンズを助手として、その蒸気機関を台車に設置して蒸気機関車とした。1803年、トレビシックはこの蒸気機関車の特許をサミュエル・ホンフレイに売却した。
ホンフレイは、トレビシックの蒸気機関車が10トンの鉄を牽引してペナダレン（北緯51度45分03秒 西経3度22分33秒 / 北緯51.750825度 西経3.375761度）からアベルカノン（北緯51度38分44秒 西経3度19分27秒 / 北緯51.645567度 西経3.324233度）までの約16kmを運べるか、別の製鉄所の持ち主リチャード・クローシェイと500ギニーの賭けをした。この賭けは大衆の注目を集め、1804年2月21日、ペナダレン号は10トンの鉄と5両の客車、それに乗った70人の乗客をアベルカノンまで4時間5分で輸送することに成功した。平均時速は約3.9kmである。出発後、間もなくペナダレン号の煙突が低い橋にぶつかって破損し、その場で修理した、という記述も見られる。乗客にはホンフレイとクローシェイだけでなく、トレビシックの尊敬するデービス・ギディや政府が派遣した技術者らがいた。
ペナダレン号の蒸気機関はコールブルックデールのそれとは構成が異なる。ボイラーとシリンダーの配置を逆にしたので、火室扉と可動部品は離れている。それにより、クランクシャフトが煙突側に配置されるようになった。煙管を1つ備えたボイラーが四輪の台車上に設置されている。一方の端にストロークの非常に長いシリンダーが1つあり、スライドバーに沿ってピストンヘッドのクロスヘッドがあり、全体としてはさながら巨大なトロンボーンのようである。シリンダーが1つしかないので、大きなはずみ車と組み合わされている。はずみ車の回転慣性によって一定の回転力を中央の歯車に伝え、そこから各動輪の歯車に力を伝達する。復水器を用いない高圧シリンダーを使っており、火室からの煙と共に蒸気を煙突から排出する。

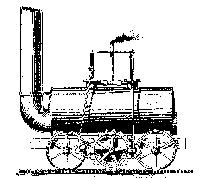
サラマンカ号

ホンフレイは賭けに勝った。成功の要因は線路の勾配が緩やかだったためである。当時、滑らかなレールに鉄の動輪を用いて自力で走行しようとしても動輪が滑ってしまうため、実用にならないという認識があったようである。トレビシックの蒸気機関車はこの常識を覆した、と指摘する記述も見られる。レールと車輪のみで走行する方法を粘着走行と言う。粘着による走行はトレビシックの成功以降も疑問視されていた。そのため、その後もしばらくはレールは車両の案内に使われ、別に設けられた歯車を走行に用いる蒸気機関車が見られる。ジョン・ブレンキンソップ（John Blenkinsop）が考案し、マシュー・マレー（Matthew Murray）が製造したサラマンカ（Salamanca）号がその一例である。トレビシックの機関車から9年後の1813年にイギリスのウィリアム・ヘドリー（William Hedley）が再び粘着走行による蒸気機関車ワイラム・ディリー（Wylam Dilly）号、パフィング・ビリー（Puffing Billy）号を製作し、ようやくその知見が再認識された（両者とも現存し、現存する最古の蒸気機関車でもある）。その後粘着走行を一般化させたのはスチーブンソンであるとする説が有力である。
蒸気機関車の走行には成功したものの、前途は多難だった。初の走行の際にもいくつかのトラブルに見舞われたが、一番の問題はレールだった。線路は、軌間約1270mm、鋳鉄製のL型レールを使用していた（4フィート4インチ（約1321mm）という記述も見られる）。当時のレールは馬車鉄道用に作られており、もろい鋳鉄製レールを用いていた。そのため、機関車の重量に耐えられず、ほどなくして破損した。また、蒸気機関車にも、回転にムラがある、動力伝達用の歯車が破損する、大きな音を出す、などの問題を抱えていた。このため、蒸気機関車による運搬は3度ほどで中止され、馬車の牽引に戻された。ペナダレン号も解体され、蒸気機関は元のハンマー駆動用に戻された。
このように、レールと蒸気機関車を用いた本格的な鉄道の実用化までには至らなかった。まだ、レールも蒸気機関車も開発途上にあり、いましばらくの改良が必要だった。
マーサー・ティドヴィルにはペナダレン号の記念碑があり、その背後に石壁がある。これは、ホンフレイの屋敷の塀の一部である。
ペナダレン号の原寸大の実動する複製が製作され、1981年にカーディフのウェールズ産業海運博物館に贈られた。同博物館が閉館すると、スウォンジの国立ウォーターフロント博物館に移された。年に数回、屋外に設置された40mの線路を走行する実演が行われている。

### ニューカッスルの蒸気機関車
ニューカッスル・アポン・タイン近郊のウィラムの炭鉱主クリストファー・ブラケットは、ウェールズでの蒸気機関車の噂を聞き、トレビシックに蒸気機関車製作を依頼する手紙を書いた。手紙はトレビシックの代理人ジョン・ホイットフィールドが受け取り、おそらく世界初の輪縁つきの車輪を装備した蒸気機関車を製作した。ブラケットは木製の線路を使用したため、この時もトレビシックの蒸気機関車は重すぎて実用にならなかった。

### キャッチ・ミー・フー・キャン

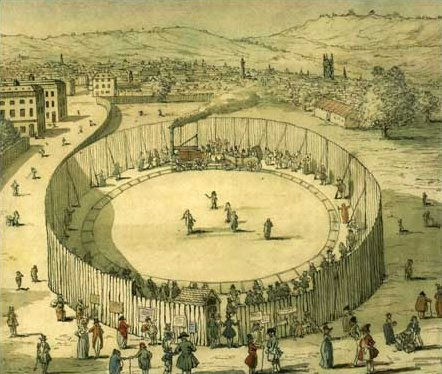
トレビシックの蒸気機関車サーカス

1808年、トレビシックは新たな蒸気機関車を製作し、キャッチ・ミー・フー・キャン(Catch Me Who Can) 号と名付けた。実際の組み立てはシュロップシャーのブリッジノースで、ジョン・ヘーズルダインとジョン・アーペス・ラストリックが行い、デービス・ギディの娘が名付け親となった。この機関車は、ペナダレンで走ったそれとは異なり、シリンダーを縦に積み、動力伝達は歯車ではなくロッドであった。この機関車をロンドン（現在のユーストン・スクエア駅の南）で円形に敷いたレールの上を走らせた。考古学的調査により、現在のユニバーシティ・カレッジ・ロンドンの中心的建物である Chadwick Building の建っている場所にレールがあったことが明らかとなった。
乗車料も含め入場料1シリングを徴収しつつ、蒸気機関車が馬よりも高速であることを広く知らしめようとした。名前（翻訳すると「捕まえてごらん」となる）に反して速度は時速8キロほどで、走れば楽に追いつけるほどであったという。やはり線路の強度不足が問題となり、あまり評判にもならなかった。
その結果に落胆し、トレビシックは蒸気機関車開発から身を引く。

## 技術プロジェクト

### 再びロンドンへ
トレビシックは高圧蒸気機関の応用を広げる研究開発を行った。カノン砲製造における黄銅穿孔、岩石破砕、圧延、鍛造用ハンマー、高炉のブロワーなどである。外輪を取り付けた艀や浚渫船なども製作した。
そしてテムズトンネルというロンドンでのプロジェクトに参加する機会を得て、妻と4人の子を説得して1808年から2年半、ロンドンに住んだ。

### テムズトンネル
1805年、Thames Archway Company はRotherhitheにてテムズ川を横断する河底トンネルを掘るプロジェクトの責任者にコーンウォール出身の技師 Robert Vazie を選んだ。しかし、深刻な水漏れで作業は全く進まなくなり、トレビシックがコンサルタントとして呼ばれた。全長366mのトンネルを完成できたらトレビシックに1000ポンドを支払うという約束がなされた。1807年8月、トレビシックは先進導坑として高さ1.5m、幅が0.9mから0.75mに先細りになっている穴を掘り始めた。12月23日、285mまで掘り進んだところで水が流入してきて遅延が生じ、わずか1カ月後の1808年1月26日には312mまで掘り進んだところでさらに重大な浸水が発生した。トンネルは水没し、最後まで中にいたトレビシックは危うく溺れかけた。大量の粘土を川床に被せて水漏れを防ぎ、トンネルには排水設備を導入したが、掘削は難しくなった。進捗は行き詰まり、トレビシックを非難する声も上がったが、イングランド北部から来た2人の炭鉱技師はトレビシックのやり方を支持した。鋳鉄管を河底に沈める（沈埋トンネル）など様々な工法を提案したものの、会社はトレビシックとの契約を打ち切り、プロジェクトは頓挫した。

#### 完成
テムズ川の河底トンネルを最初に成功させたのはマーク・イザムバード・ブルネルとイザムバード・キングダム・ブルネルの親子で、トレビシックらが掘った場所より4分の3マイルほど上流でのことで、1823年から1843年までかけて完成させた。これほど長期に渡ったのは資金難で工事が進められなかったためだった。
トレビシックが提案した沈埋トンネルが初めて採用されたのはミシガン州のデトロイト川を横断するミシガン・セントラル鉄道トンネルでのことで、ニューヨーク・セントラル鉄道の技術担当副社長ウィリアム・J・ウィルガスが建設を指揮した。1903年に着工し、1910年に完成している。1930年に完成したデトロイト・ウィンザー・トンネルは自動車道用としては初めて沈埋トンネルを採用した。香港の港湾にも沈埋トンネルがある。

### 海運
1808年、トレビシックはロバート・ディキンソンという商人と会社を設立し、ディキンソンの支援でいくつか特許を取得した。最初の特許は、蒸気機関で駆動し外輪で推進するクレーンを備えたタグボートに関するものである。しかし波止場での火気使用が問題とされ、石炭荷上げ会社が仕事を奪われることを懸念して反対し、トレビシックは命を狙われそうになった。
もう1つの特許は、それまでの船が木製の樽で貨物や水を運んだのに対して、鉄製のタンクを船に設置するというものである。それを実用化するため小さな工場を作って3人の工員を雇った。このタンクは、難破船の下に設置して空気を送り込み、浮力を発生させて沈船を浮かび上がらせるのにも使われた。実際1810年にこの方法で難破船を浮かび上がらせたが、船主が支払いを渋ったため、トレビシックは縄をほどいて再びその船を沈めてしまった。
1809年には船を改良する様々なアイデアを考案している。鉄製の浮きドック、鉄製の船、伸縮自在な鉄製マスト、船の構造そのものの改良、鉄製浮標、船の推進用ボイラーの熱を調理に流用する方法などである。

### 病気、資金難、コーンウォールへの帰還
1810年5月、腸チフスに感染し死にかけた。9月には回復し、船でコーンウォールに戻り、1811年2月にはディキンソンとの会社の倒産を宣言した。この借金を清算したのは1814年のことである。

### コルニッシュボイラーと蒸気機関

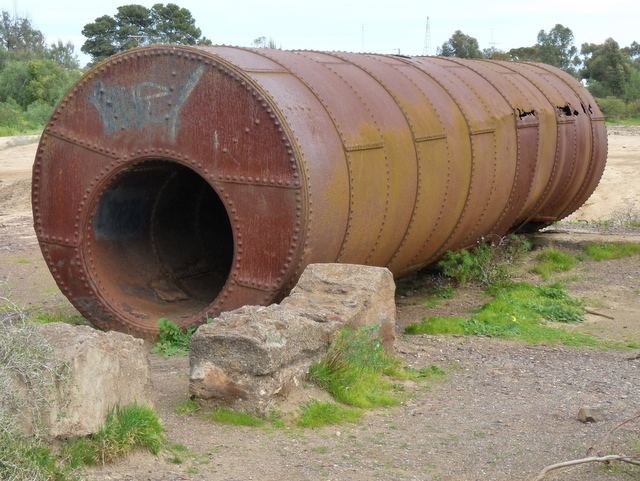
コルニッシュボイラー

1812年ごろ、コルニッシュボイラーを設計。円筒を水平に置く形のボイラーで、炉筒は円筒状で1本である。燃焼ガスは炉筒を通り、周囲の水と広い表面積で接し、水を効率的に熱する。ボールトン・アンド・ワット製のポンプ用蒸気機関のボイラー部分をこれで置換し、効率を倍にしている。
同じく1812年、復水器を備えた新たな高圧蒸気機関を試作。これは「コルニシュ機関」と呼ばれ、当時世界的にも最も効率がよかった。同年、農場での脱穀に使用する復水器のない別の高圧蒸気機関も製作している。これは従来の馬を駆動力とした脱穀よりも安くつき、大いに成功した。70年間使われ続け、その後サイエンス・ミュージアムに展示された。

### リコイル機関
トレビシックの珍しいプロジェクトとして、西暦50年ごろアレクサンドリアのヘロンが作ったアイオロスの球によく似た「リコイル機関」(recoil engine) がある。中空の軸にボイラーからの蒸気を送り込み、ホイールの表面に空いた穴から蒸気を噴射させてねずみ花火のように回転させる仕組みである。最初に試作したものは直径4.6mのホイールを使い、その後直径7.3mのホイールを試した。利用可能なトルクを得るには蒸気を高速に噴射させる必要があり、期待した効率は得られなかった。これは今日の反動式蒸気タービンの原型である。

## 南アメリカ

### ペルー銀鉱山での排水設備
ペルーのセロ・デ・パスコの標高4267mの場所に銀鉱山があった。1811年、その鉱山の技師 Francisco Uville は坑道の排水問題に悩まされていた。ボールトン・アンド・ワット製の低圧蒸気機関はその高度ではほとんどパワーを発揮できず、しかもラバでその高度まで運べるほど細かく分解できなかった。そこで、トレビシックの高圧蒸気機関が使えないか確かめるため、Uvilleはイングランドへ派遣された。彼は20ギニーで1台購入して現地まで輸送し、非常に満足できる結果となった。Uvilleは1813年に再びイングランドに行こうとしたが、途中で病に倒れジャマイカで足止めされた。回復するとファルマス行きの船フォックス号に乗ったが、そこにたまたまトレビシックのいとこも乗り合わせていた。トレビシックの家はファルマスから数マイルの場所にあり、トレビシック本人と会うことができ、プロジェクトについて説明した。

### 南アメリカへ
1816年10月20日、トレビシックはペンザンスにて捕鯨船アスプ号に乗り込み、法律家とボイラー技師とともにペルーへ向かった。当初はUvilleに歓迎されたが、間もなく仲違いし告発されるにおよび、トレビシックはセロ・デ・パスコを去った。その後は鉱山技術のコンサルタントとしてペルー各地を転々とした。政府から一定の採掘権を与えられたが、そのための資金がなく、カハタンボの銅および銀の鉱山にたどり着いた。一時期シモン・ボリバルの軍に徴用されたが、カハタンボに戻った。しかしスペイン軍と解放軍の衝突が続き、情勢が不安定となったため、採掘済みの5000ポンド相当の鉱石を残したまま避難せざるを得なくなった。Uvilleが1818年に亡くなると、トレビシックはセロ・デ・パスコに戻って採掘を続けた。しかし解放戦争の影響でペルーを離れ、いったんイングランドに戻っている。するとコーンウォールで妻子を放っておいたとして訴えられた。

### コスタリカ地峡探検
セロ・デ・パスコを離れた後、エクアドルを通過してコロンビアのボゴタへ向かった。1822年にはコスタリカにたどり着き、鉱業機械の開発をしようとした。鉱石や機器を輸送するための実用的ルートを捜すのに時間を費やし、川と鉄道を使うルートを考えた。トレビシックの息子が書いた伝記によれば、馬車（ラバ車）鉄道ではなく蒸気機関車の鉄道を考えていたという。
このときトレビシックの仲間はスコットランド人の山師ジェームズ・ジェラードと2人の若者ホセ＝マリア・モンテアレグレ（後のコスタリカ大統領）とその兄弟マリアーノで、ジェラードは彼らをロンドンの学校に入学させるつもりだった。他に7人の現地人が集まったが、そのうち3人は彼らを案内しただけで去っていった。その旅は非常に危険に満ちていた。一行のうち1人は急流に飲まれて行方不明となっており、トレビシック自身も2度ほど死を覚悟したという。一度は溺れかけたところをジェラードに助けられ、二度目は現地人と喧嘩してワニをけしかけられ、食われそうになった。カルタヘナにたどり着くと、そこで故郷に帰ろうとしていたロバート・スチーブンソン（ジョージ・スチーブンソンの息子）と再会した。2人が以前に会ったのはかなり前のことで、スチーブンソンがまだ少年だったころのことである。スチーブンソンはトレビシックに故郷に帰るための資金として50ポンドを渡した。1827年10月、ファルマスに到着したときには衣服以外にはほとんど何も持っていなかった。その後、コスタリカに戻ることは無かった。

## その後のプロジェクト
先輩の発明家らがやったようにトレビシックも議会に補助金を請願したが、その試みは失敗に終わった。
1829年、垂直の煙管ボイラーを備えた閉回路の蒸気機関を製作した。
1830年、小型煙管ボイラーと熱気送管を組み合わせた蓄熱式暖房システムを考案。ボイラーが沸かしたお湯の入ったコンテナを移動させることで好きな場所を暖めることができる。
1832年の改革法成立を記念して、トレビシックは高さ300m、根元の直径が30m、先端の直径が3.6mという巨大な円柱の記念碑を設計。頂上には馬の彫像を置くとした。3m四方の鋳鉄板1500枚を使い、総重量は6000トンになっただろう。この提案にはかなり注目が集まったが、結局築かれることはなかった。

### 最後のプロジェクト
同じころ、ダートフォードにてジョン・ホールという人物から建造中の船のエンジンの開発に招かれている。これは反動式蒸気タービンに関する仕事で、トレビシックは1200ポンドの報酬を得た。

## 死去

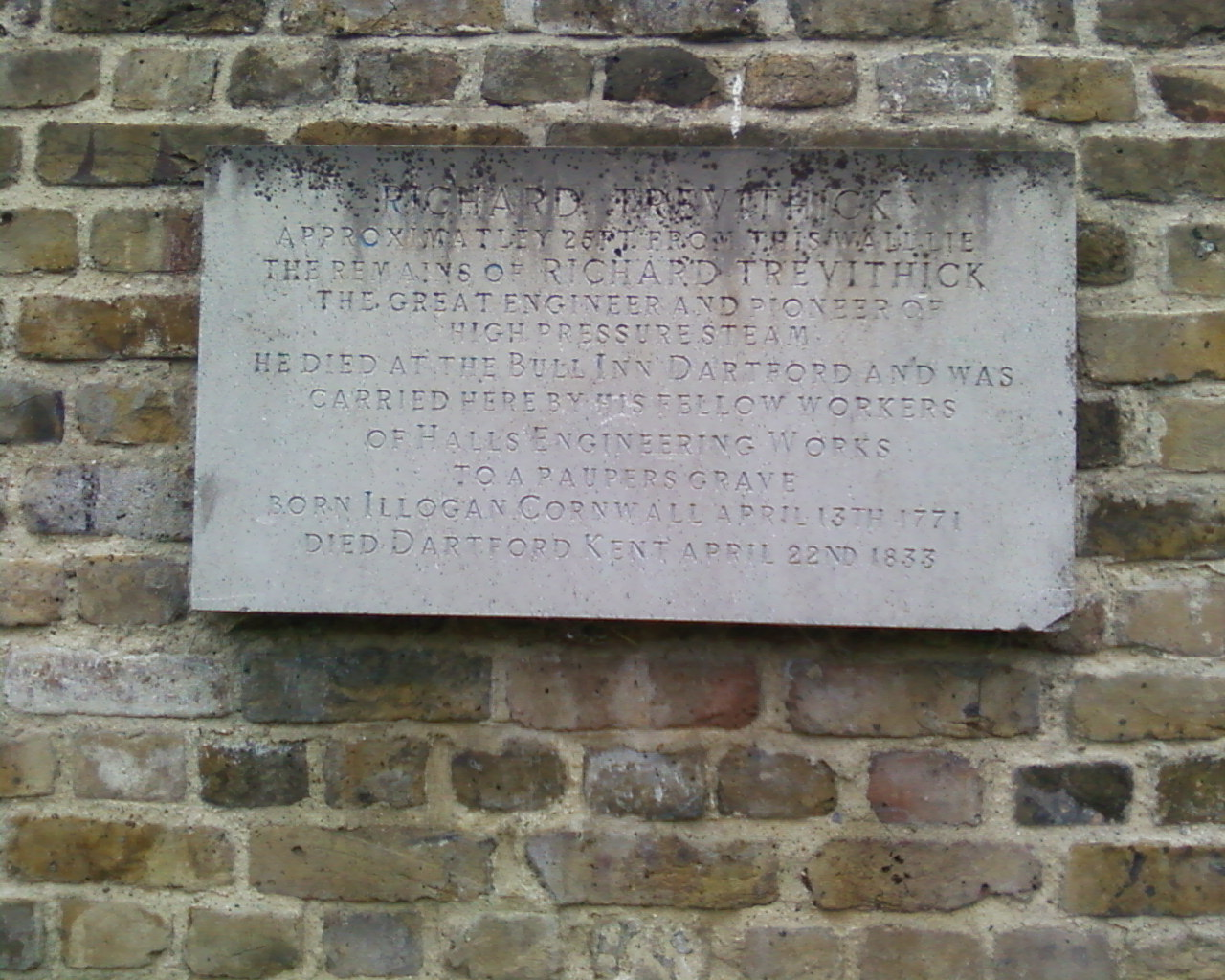
死没地ダートフォードにある記念銘板

ダートフォードで働き初めて約1年後、肺炎になり、当時宿泊していたホテルで寝たきりの状態になった。そして1週間後の1833年4月22日の朝、亡くなった。無一文で、病気になってから親族や友人が見舞いに来ることもなかった。ジョン・ホールの会社の同僚らは葬儀費用を集め、葬式を出した。また、そのころ死体売買が行われており、死体泥棒がよく出たので、夜間の墓の警備の費用も彼らが出した。
トレビシックはダートフォードの墓地の普通の墓に埋葬された。この墓地は1857年に閉園となり、1960年代には墓石も撤去された。記念銘板が掲げられているのは墓があったと思われる場所である。

### 記念

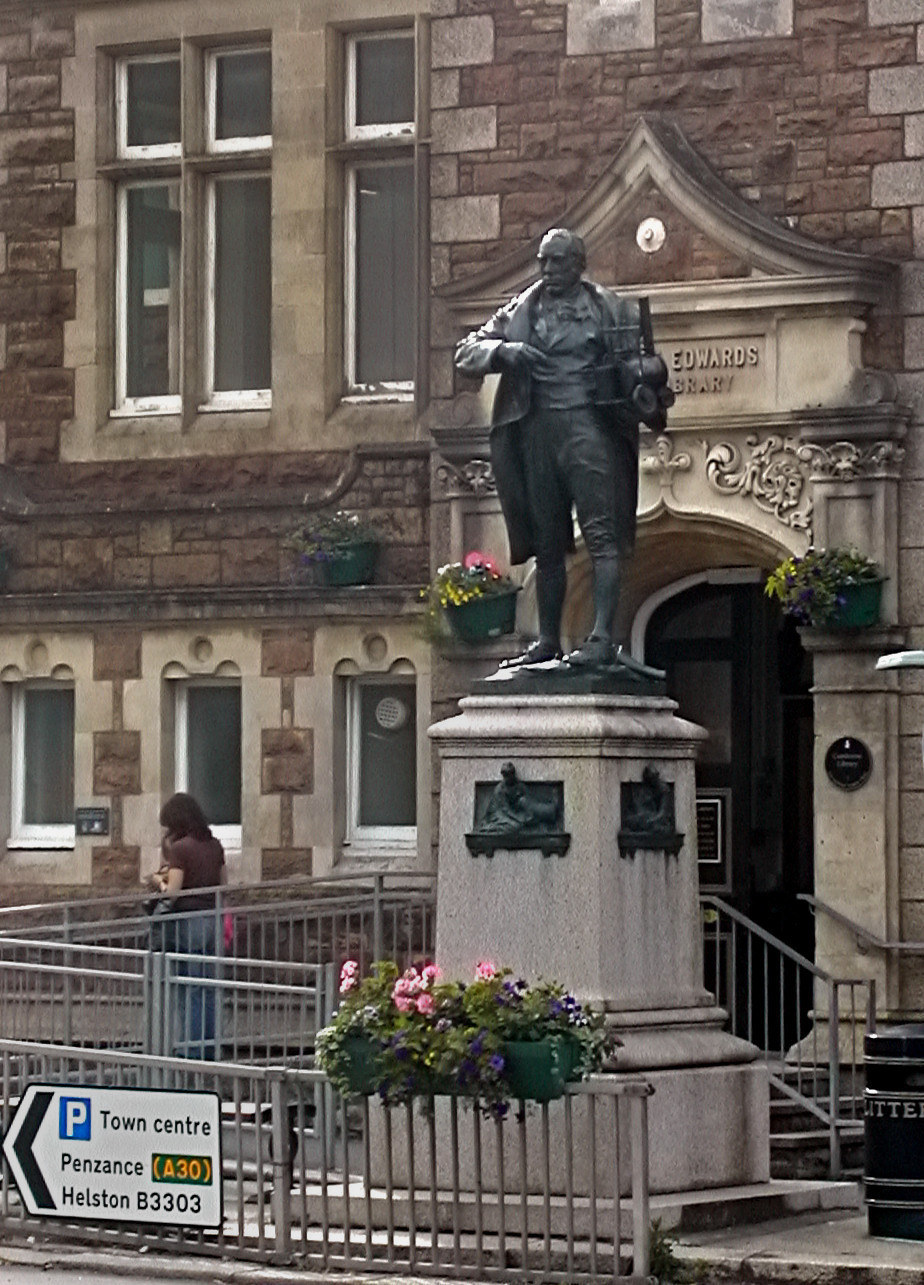
カムボーン（コーンウォール）の公立図書館脇にあるトレビシック像

カムボーンでは、公立図書館の脇に蒸気機関の模型を持ったトレビシックの像がある。これは1932年、ケント公ジョージが数千人の観客の前で除幕した。
2007年3月17日、ダートフォードの自治体がトレビシック協会の会長フィル・ホスケンを招き、トレビシックの死没地を記念したブルー・プラークの除幕式を行った。このブルー・プラークはトレビシックが亡くなったホテルの正面に掲げられている。教会にもプラークが掲げられている。
カーディフ大学にはトレビシックの名を冠した建物や図書館がある。
ユニヴァーシティ・カレッジ・ロンドンの建物の壁には、キャッチ・ミー・フー・キャン号が1808年に走っていた場所を記念したプラークがある。
ウェストミンスター寺院のステンドグラスにある最古のコーンウォールの旗はトレビシックを記念したもので、1888年に描かれた。その窓には一番上に聖ミカエルが描かれ、その下にコーンウォールの9人の聖人が描かれている。そのうち St Piran の顔がトレビシックになっており、コーンウォールの旗を持っている。
アベルカノンにも記念銘板や彫像、トレビシックの名を冠した建物がある。

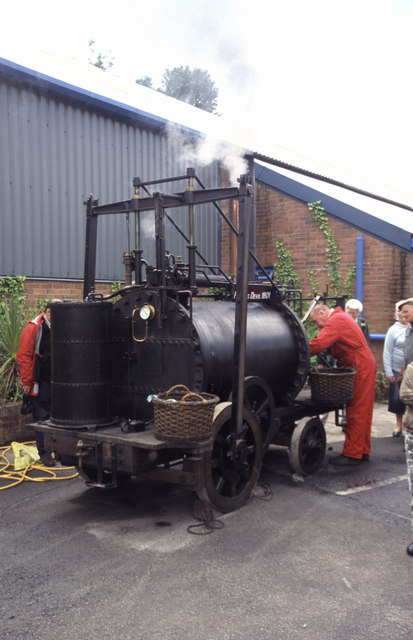
パフィング・デヴィル号のレプリカ（トレビシック協会が製作）

カムボーンでは Trevithick Day という祭を毎年開催している。2001年から、パフィング・デヴィル号のレプリカを先頭にしたパレードが好例となっている。
2011年4月13日、生誕240周年を記念して、Googleイギリス版のホームページのロゴが特別バージョンとなった（画像）。

#### 後世への影響
彼の孫2人は明治の日本にお雇い外国人として招かれ、鉄道技術の指導に当たった。その一人であるリチャード・フランシス・トレビシックは、初の日本国産蒸気機関車となった国鉄860形蒸気機関車の製作を指導している。もう一人はフランシス・ヘンリー・トレビシックである。
トレビシック協会は産業考古学のさきがけ的な組織で、コーンウォールのレヴァント鉱山の廃棄されようとしていた巻上げ用蒸気機関を保存することを目的として設立された。会報や会誌、書籍などを出版しており、コーンウォールの技術史や鉱業史、産業遺産などを扱っている。